# Andrzej Corsini
Andrzej Corsini, wł. Andrea Corsini (ur. 30 listopada 1302 we Florencji, zm. 6 stycznia 1374 w Fiesole) – karmelita, toskański prowincjał (1348-1349), biskup Fiesole (1349-1374), święty Kościoła katolickiego.

## Życiorys
Urodził się w arystokratycznej florenckiej rodzinie Corsinich w dzień pamięci św. Andrzeja Apostoła, stąd na chrzcie dano mu imię Andrzej. W młodości wiódł swobodne i burzliwe życie, jednak na skutek wyznania matki o tym, że wyprosiła go u Boga gorącą modlitwą i że razem z ojcem złożyła ślub ofiarowania go na służbę Bożą, postanowił zmienić swoje dotychczasowe życie i w wieku piętnastu lat wstąpił do karmelitów we Florencji (1317). Zyskawszy opinię gorliwego i umartwionego zakonnika, pełnił różne funkcje zakonne. W 1324 otrzymał święcenia kapłańskie i został skierowany na studia na Sorbonę do Paryża, a następnie do Awinionu. Po powrocie do Florencji (1347), kiedy panowała epidemia dżumy opisana przez Giovanniego Boccaccio w Dekameronie, zaczął być uważany za proroka i cudotwórcę. W 1348 roku został wybrany na prowincjała Toskanii podczas kapituły generalnej w Metzu. Urząd ten pełnił przez dwa lata (1348-1349), działając na rzecz wzmocnienia zakonu. 
13 października 1349 został mianowany biskupem Fiesole przez papieża Klemensa VI (+1352) na miejsce zmarłego na zarazę poprzednika.
Jego ascetyczny rygor i absolutne oddanie posłudze nie przez wszystkich były do zaakceptowania. Miłosierny, energiczny ale nie zawsze posłuszny Andrzej Corsini okazał się dobrym administratorem i rozjemcą. Niejednokrotnie godził zwaśnione między sobą włoskie miasta. Zyskał wielką renomę jako rozjemca między rywalizującymi frakcjami politycznymi a na prośbę Urbana V (+1370) udał się do Bolonii i przyczynił do zawarcia pokoju między ludźmi podburzonymi przez Visconti. 
Niestrudzenie przez 24 lata biskupstwa wizytował parafie, odwiedzał szpitale i przytułki wspomagając biednych. Odnawiał i budował kościoły, zwalczał nadużycia i łamanie celibatu. Wśród kapłanów założył Bractwo Trójcy Przenajświętszej (nazywane niekiedy Koronką do Trójcy Przenajświętszej).
Zmarł w wieku 71 lat w dzień Objawienia Pańskiego (pot. Święto Trzech Króli). Pochowany został we Florencji w kaplicy ufundowanej przez jego rodzinę w kościele Santa Maria del Carmine.

## Kult
Dzień obchodów
Wspomnienie liturgiczne początkowo przypadało 6 stycznia, kiedy to Kościół katolicki uroczyście obchodzi Święto Trzech Króli, więc kolejno wyznaczano terminy w inne dni: we Florencji na 7 stycznia, za czasów Urbana VIII (+1644) na 30 stycznia, a od czasów Aleksandra VII (+1667) na 4 lutego. W polskim Kościele i zakonach karmelitów oraz karmelitów bosych przypada ono 9 stycznia. W nadzwyczajnej formie rytu rzymskiego wspomnienie obchodzi się 4 lutego w randze święta trzeciej klasy.
W dzień śmierci Andrzeja we Florencji odbywa się uroczysta procesja z jego relikwiami.
Beatyfikacja i kanonizacja
Z uwagi na liczne cuda jakie miały się dokonać za życia Andrzeja Corsini, jak i po śmierci za jego wstawiennictwem, Eugeniusz IV (+1447) zezwolił na jego natychmiastowy publiczny kult.
W poczet świętych wpisał go Urban VIII 29 kwietnia 1629, jednakże dopiero Benedykt XIII podał bullę papieską do publicznej wiadomości w 1724 roku.

## Ikonografia
Święty przedstawiany jest w stroju zakonnym i z biskupimi insygniami. Jego atrybuty to lilie symbolizujące, że był propagatorem celibatu, czerwone róże nawiązują do jego działalności charytatywnej. Wilk i owca to atrybuty nawiązujące do legendy, zgodnie z którą jego matka przed urodzeniem zobaczyła we śnie wilka wstępującego do karmelitańskiego klasztoru, który w progu klasztoru przemienił się w baranka. Ten sen został uznany za proroczy, gdy Andrzej po burzliwym młodzieńczym okresie wstąpi do klasztoru karmelitów.